# Krautgarten
Krautgarten – Forum für junge Literatur war eine halbjährlich erscheinende internationale Literaturzeitschrift aus dem deutschsprachigen Teil Belgiens (auch sogenannte Ostkantone). Sie erschien in Sankt Vith.
Die Zeitschrift wurde 1982 gegründet und erschien ohne Unterbrechung bis zur Ausgabe 71 im November 2017.
Im Krautgarten publizierten neben Autoren aus den drei belgischen Sprachgemeinschaften auch Autoren aus Deutschland, Luxemburg, der Schweiz, Österreich, Frankreich und vielen anderen, vorwiegend europäischen Ländern. Der literarische Teil der Zeitschrift wurde durch Kulturberichterstattung, Kritiken und Essays ergänzt.

## Die edition Krautgarten
Neben der Zeitschrift gibt es auch den Verlag edition Krautgarten, in dem neben hauptsächlich lyrischen Werken auch sozialhistorische Werke veröffentlicht werden.
2010 erhielt die Edition Krautgarten und ihr Herausgeber Bruno Kartheuser den Horst-Konejung-Preis.

### Wichtige Titel
- Bruno Kartheuser, Ein Schweigen voller Bäume, 1985
- Bruno Kartheuser, Die letzten Dinge, Erzählung, 1985
- Leo Gillessen, Die Tiefe der Freiheit, Reisetagebuch, mit Zeichnungen von Irene Gillessen, 1989
- Norbert Hummelt, Maisprühdose / Ingo Jacobs, Geknautschte Zone, 1991
- Leo Gillessen, Bruno Kartheuser, Robert Schaus, Zeitkörner, Gedichte, 1992
- Regina Rose, Die Mühle von Schlommefurth. Heimatliche Erinnerungen und Bilder, 1997
- Bruno Kartheuser, Ostbelgische Autoren im Portrait, 1999
- Leo Gillessen, bildwärts wortbrüche die spur verlassener worte, 1999
- Ingo Jacobs, Lichtbildgerät, 1999
- Bruno Kartheuser, Atemlängen. Respirations, Traduction: Gaston Jung, 1999
- Robert Schaus, Das Gedächtnis der wilden Früchte, 1999
- Leo Gillessen, Jacques Izoard, Ingo Jacobs, Gaston Jung, Roger Manderscheid, Jürgen Nendza, Selçuk Mutlu, Ostende ist nicht Ostia. Ostende n'est pas Ostie, Anthologie, 2002
- Robert Schaus, Liliputaner der Liebe, Lyrik und Aphorismen, 2004
- Leo Gillessen, Spruch Reif, mit 12 Zeichnungen von Irene Kohnen, 2004
- Wendel Schäfer, Seilgetanz, Epigramme, mit 4 Grafiken des Autors, Titelgrafik von Michael Schaffer, 2005
- Klaus Wiegerling & Bernd Stickelmann (Hrsg.), Ach Winz ach kleiner Tilgemeister. Texte zum 70. Geburtstag von Heinz G. Hahs, mit Beiträgen von 29 Autoren aus Rheinland-Pfalz, dem Saarland und Baden-Württemberg, 2005
- Alfred Strasser Hg.: Mit leichtem Gepäck. Eine Anthologie ostbelgischer Gegenwartsliteratur. 2007, ISBN 2-87316-029-2
- Bruno Kartheuser Hg.: Kraut & Pflaster. Zum 25. Geburtstag der Literaturzeitschrift "Krautgarten". Mit Beiträgen von 65 Autoren und 35 Künstlern. 2007, ISBN 2-87316-026-8